# George Moncur
George Anthony Moncur (Swindon, 18 agosto 1993) è un calciatore inglese, centrocampista dell'Ebbsfleet Utd.

## Carriera

### Club
Ad inizio carriera ha segnato un gol in 2 presenze con il Partick Thistle, club della prima divisione scozzese; in seguito ha anche giocato nella seconda divisione inglese con Barnsley, Luton Town ed Hull City.

### Nazionale
Ha giocato nella nazionale inglese Under-18.

## Palmarès

### Club

#### Competizioni nazionali
- Football League One: 1

Luton Town: 2018-2019
- Campionato inglese di quarta divisione: 1

Leyton Orient: 2022-2023